# كأس بلجيكا 2013–14
كأس بلجيكا 2013–14 (بالفرنسية: Coupe de Belgique de football 2013-2014)‏ هو الموسم 59 من كأس بلجيكا. أقيم خلال الفترة 26 يوليو 2013 وحتى 22 مارس 2014، وأشرف على تنظيمه الاتحاد الملكي البلجيكي لكرة القدم، وكان عدد الأندية المشاركة فيه 32، وفاز فيه نادي لوكيرين.